# Абай (Жетысайский район)
Абай (каз. Абай) — село в Жетысайском районе Туркестанской области Казахстана. Административный центр аульного округа Жолдасбая Ералиева. Код КАТО — 514439100.

## Население
В 1999 году население села составляло 1159 человек (587 мужчин и 572 женщины). По данным переписи 2009 года, в селе проживало 1366 человек (675 мужчин и 691 женщина).